# 内豎
内豎（ないじゅ・内竪）とは、奈良・平安時代において、内裏の雑用に用いられた中小官人のこと。令外官である内豎所（一時期は内豎省）の監督下に置かれていた。和訓は「ちいさなわらわ」。
古くは内裏に近侍する役目を担った童子を指したとも言われ、主として内裏の殿上にて日直あるいは宿直して内部の警備や雑務を行い、節会などの宮中行事に供奉したり、天皇に時刻を奏したり、天皇や三后の命令を諸官司に伝達するなどの業務を行った。
成立時期は不明であるが、当初は豎子（じゅし）と呼ばれて、豎子所の監督下にあった（本居宣長によれば、『周礼』天官篇に「内豎」という官が初出であり、日本でも安閑天皇の時代には、これを元にした「憧豎」と呼ばれる童子がいたと説いている（『歴朝詔詞解』）。なお、唐代の中国では、内豎は宦官の異名としても用いられている。正倉院文書に残されている天平勝宝9歳（757年）に、東大寺大仏に塗る沙金を造寺司より光明皇太后に要請した奏文を取り次いだ豎子の名前として高麗福信・葛木戸主（和気広虫の夫）の2名が挙げられているが、両名とも当時紫微中台に属する官人（福信は少弼、戸主は少忠）であった。
天平宝字7年（763年）に、豎子は内豎と改称され、同時に豎子所も内豎所（後に内豎省）となる。その後、宝亀3年（772年）に廃止されたものの、その後再置されて内豎曹司という小規模な官司が置かれたが、大同2年10月16日（807年11月19日）に再度廃止となる（『類聚国史』）。弘仁2年1月5日（811年2月1日）に蔵人所の監督下で再設置されている（『日本後紀』）。なお、弘仁11年4月21日（820年6月5日）の太政官符には、内豎の復置を理由に大舎人を800名から半減することが書かれており（『類聚三代格』）、内豎廃止期には大舎人がその職務を担っていたようである。なお、内豎にも昇殿出来る殿上とそれが許可されない不殿上の区別があったという。
定員は奈良時代については不詳だが、大同の廃止時に左右の大舎人寮に内豎を各100名ずつ振り分けたとされており、弘仁の再設置時に120名、『延喜式』には200名、『和名類聚抄』では300名とされている。